# MT Melsungen
Die MT Melsungen ist ein deutscher Handballverein aus der nordhessischen Stadt Melsungen. Die erste Männermannschaft stieg 1992 in die zweite und 2005 in die erste Bundesliga auf. 1996, 2013, 2014, 2020, 2024 und 2025 erreichte die Mannschaft das Final Four des DHB-Pokals. Die MT Melsungen hat etwa 300 Mitglieder und wurde aus der Melsunger Turngemeinde 1861 ausgegliedert, einem Breitensportverein mit etwa 1800 Mitgliedern.

## Halle

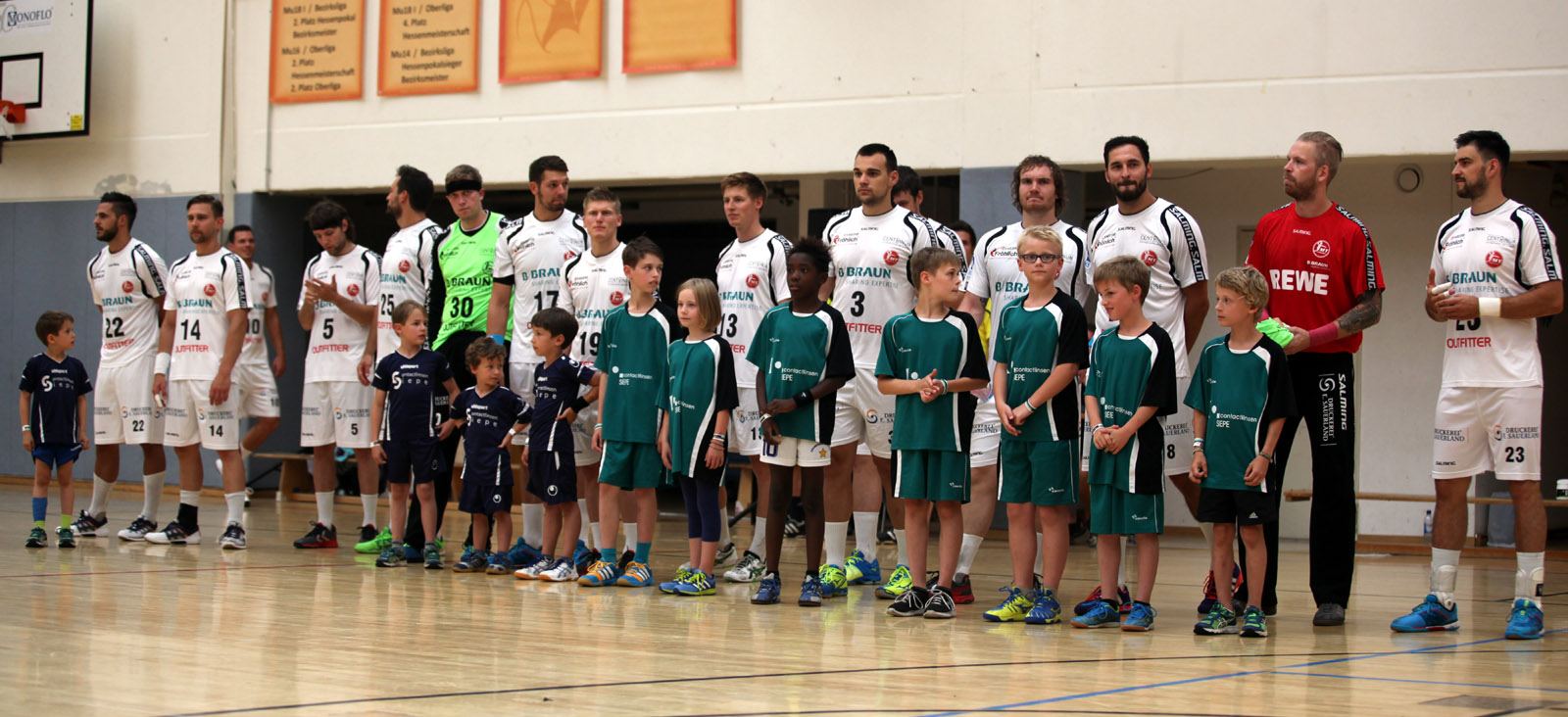
Die Mannschaft der MT Melsungen im Juli 2015 mit Einlaufkindern

Bis Weihnachten 2007 wurden die Heimspiele der Mannschaft in der ca. 2400 Zuschauer fassenden Meirotels-Halle in Rotenburg an der Fulda ausgetragen. Seitdem werden die Heimspiele in der 4500 Zuschauer fassenden Rothenbach-Halle in Kassel ausgetragen. Das erste Spiel in der neuen Halle fand am 26. Dezember 2007 mit der ausverkauften Begegnung gegen den THW Kiel statt.
Im Mai 2025 trug die MT erstmals zwei Spiele in der Nordhessen Arena aus, da die Rothenbach-Halle mit einer Messe belegt war. Das erste Spiel fand am 4. Mai 2025 gegen die Rhein-Neckar-Löwen statt und wurde von der MT 25:22 gewonnen. Die Halle war dabei mit 5100 Zuschauern ausverkauft, was einen neuen Zuschauerrekord in der Vereinsgeschichte bedeutet.
Im Juni 2025 wurde bekannt, dass die MT ab der HBL-Saison 2027/28 alle Spiele in der Nordhessen-Arena austragen wird.

## Geschichte
Die Melsunger Turngemeinde wurde 1861 von 38 Melsunger Bürgern gegründet. Die Handballabteilung wurde 1921 gegründet.
1992 stieg die MT Melsungen in die 2. Bundesliga auf. Ende der 1990er Jahre wurde die Handballabteilung in eine Spielbetriebs-GmbH überführt. 2005 konnte der Aufstieg in die 1. Bundesliga vollzogen werden, welche zu Saisonende mit Platz 12 endete. Unter Geschäftsführer Axel Geerken wurde die GmbH im Jahr 2012 in eine nicht-börsennotierte Aktiengesellschaft umgewandelt, die MT  Spielbetriebs- und Marketing AG. 1996, 2013 und 2014 stieß die Mannschaft im DHB-Pokal jeweils bis ins Final Four in Hamburg vor und scheiterte dort im Halbfinale. Im DHB-Pokal 2019/20, der aufgrund der COVID-19-Pandemie erst im Jahr 2021 beendet wurde, schaffte es die MT erstmals ins Finale, wo sie am TBV Lemgo scheiterte. In der Saison 2014/15 spielte die MT erstmals international im EHF Europa Pokal, wo sie im Viertelfinale aufgrund der Auswärtstorregel gegen den dänischen Verein Skjern Håndbold ausschied. In der Saison 2015/16 erreichte der Verein den 4. Platz in der Bundesliga. In der Saison 2016/17 schaffte es die MT im EHF-Pokal erneut bis ins Viertelfinale.
Die Erfolge ab 1992 auf einen Blick:
| 1992: Aufstieg in die 2. Bundesliga |
| 1996: DHB-Pokal Halbfinale (Final Four in Hamburg)                                                                                               |
| 2005: Aufstieg in die 1. Bundesliga |
| 2006: Platz 12, 1. Bundesliga |
| 2007: Platz 12, 1. Bundesliga |
| 2008: Platz 10, 1. Bundesliga |
| 2009: Platz 11, 1. Bundesliga |
| 2010: Platz 12, 1. Bundesliga |
| 2011: Platz 13, 1. Bundesliga |
| 2012: Platz 10, 1. Bundesliga |
| 2013: Platz 10, 1. Bundesliga und DHB-Pokal Halbfinale (Final Four in Hamburg)                                                                   |
| 2014: Platz 6, 1. Bundesliga und DHB-Pokal Halbfinale (Final Four in Hamburg); qualifiziert für Teilnahme am EHF-Pokal 2014/15                   |
| 2015: Platz 6, 1. Bundesliga, Viertelfinalist EHF-Pokal 2014/15                                                                                  |
| 2016: Platz 4, 1. Bundesliga, qualifiziert für Teilnahme am EHF-Pokal 2016/17                                                                    |
| 2017: Platz 7, 1. Bundesliga, Viertelfinalist EHF-Pokal 2016/17                                                                                  |
| 2018: Platz 7, 1. Bundesliga |
| 2019: Platz 5, 1. Bundesliga, qualifiziert für Teilnahme am EHF-Pokal 2019/20                                                                    |
| 2020: Platz 7, 1. Bundesliga und DHB-Pokal Finale, qualifiziert für Teilnahme am EHF-Pokal 2020/21                                               |
| 2021: Platz 8, 1. Bundesliga |
| 2022: Platz 8, 1. Bundesliga |
| 2023: Platz 9, 1. Bundesliga |
| 2024: Platz 5, 1. Bundesliga und DHB-Pokal Finale, qualifiziert für Teilnahme an der EHF European League 2024/25                                 |
| 2025: Platz 3, 1. Bundesliga und DHB-Pokal Finale, Halbfinale EHF European League, qualifiziert für Teilnahme an der EHF European League 2025/26 |

## Kader für die Saison 2025/26
| Nr. | Nationalität  | Name                   | Position | Geburtstag | Größe  |
| --- | ------------- | ---------------------- | -------- | ---------- | ------ |
| 16  | Montenegriner | Nebojša Simić          | TW       | 19.01.1993 | 1,94 m |
| 32  | Ungar         | Kristóf Palasics       | TW       | 19.04.2002 | 1,99 m |
| 36  | Pole          | Paweł Krawczyk         | TW       | 07.07.2005 | 1,95 m |
| 61  | Ungar         | László Bartucz         | TW       | 05.11.1991 | 1,94 m |
| 2   | Spanier       | Rubén Marchán          | KM       | 20.09.1994 | 2,04 m |
| 4   | Däne          | Nikolaj Enderleit      | RR       | 21.06.1997 | 1,97 m |
| 5   | Deutscher     | Leander Altena         | RM       | 01.06.2006 | 1,80 m |
| 6   | Spanier       | Erik Balenciaga        | RM       | 10.05.1993 | 1,68 m |
| 7   | Kroate        | David Mandić           | LA       | 14.09.1997 | 1,87 m |
| 8   | Ungar         | Adrián Sipos           | KM       | 08.03.1990 | 1,98 m |
| 10  | Lette         | Dainis Krištopāns      | RR       | 27.09.1990 | 2,15 m |
| 11  | Deutscher     | Dimitri Ignatow        | RA       | 30.11.1998 | 1,74 m |
| 13  | Deutscher     | Leon Stehl             | RA       | 29.08.2006 | 1,85 m |
| 18  | Deutscher     | Florian Drosten        | LA       | 18.06.2004 | 1,87 m |
| 19  | Isländer      | Reynir Þór Stefánsson  | RM       | 05.08.2005 | 1,92 m |
| 20  | Belarusse     | Uladsislau Kulesch     | RL       | 28.05.1996 | 2,06 m |
| 21  | Isländer      | Arnar Freyr Arnarsson  | KM       | 14.03.1996 | 2,01 m |
| 23  | Spanier       | Martí Soler            | LA       | 28.04.2003 | 1,95 m |
| 24  | Portugiese    | Alexandre Cavalcanti   | RL       | 27.12.1996 | 2,03 m |
| 25  | Schwede       | Olle Forsell Schefvert | RL       | 13.08.1993 | 1,96 m |
| 33  | Däne          | Aaron Mensing          | RL       | 11.11.1997 | 2,01 m |
| 44  | Deutscher     | Jonas Riecke           | RR       | 11.01.2005 |        |
| 53  | Deutscher     | Bruno Eickhoff         | KM       | 30.12.2003 |        |
| 71  | Tunesier      | Mohamed Darmoul        | RM       | 04.02.1998 | 1,83 m |
| 73  | Deutscher     | Timo Kastening         | RA       | 25.06.1995 | 1,80 m |

### Trainerstab
| Nationalität | Name                    | Funktion        |
| ------------ | ----------------------- | --------------- |
| Spanier      | Roberto García Parrondo | Trainer         |
| Spanier      | Isaías Guardiola        | Co-Trainer      |
| Deutscher    | Finn Lemke              | Co-Trainer      |
| Deutscher    | Carsten Lichtlein       | Torwart-Trainer |
| Deutscher    | Jonas Schmidt           | Athletiktrainer |

### Transfers zur Saison 2025/26
| Zugänge             | Zugänge                | Zugänge               |
| Nation              | Name                   | abgebender Verein     |
| ------------------- | ---------------------- | --------------------- |
| Ungarn              | Kristóf Palasics       | KC Veszprém           |
| Schweden            | Olle Forsell Schefvert | Rhein-Neckar Löwen    |
| Spanien             | Rubén Marchán          | Paris Saint-Germain   |
| Ungarn              | László Bartucz         | Tatabánya KC          |
| Island              | Reynir Þór Stefánsson  | Fram Reykjavík        |
| Belarus             | Uladsislau Kulesch     | TSV Hannover-Burgdorf |
| Stand: 3. Juli 2025 |                        |                       |

| Abgänge                | Abgänge                 | Abgänge                 |
| Nation                 | Name                    | aufnehmender Verein     |
| ---------------------- | ----------------------- | ----------------------- |
| Brasilien              | Rogério Moraes Ferreira | Montpellier Handball    |
| Island                 | Elvar Örn Jónsson       | SC Magdeburg            |
| Polen                  | Adam Morawski           | Industria Kielce        |
| Schweden               | Jonathan Svensson       | HØJ Håndbold            |
| Spanien                | Ian Barrufet            | FC Barcelona (Leihende) |
| Deutschland            | Tom Wolf                | TUSEM Essen             |
| Stand: 20. August 2025 |                         |                         |

### Transfers zur Saison 2026/27
| Zugänge                | Zugänge        | Zugänge                |
| Nation                 | Name           | abgebender Verein      |
| ---------------------- | -------------- | ---------------------- |
| Deutschland            | Johannes Golla | SG Flensburg-Handewitt |
| Schweiz                | Luca Sigrist   | HC Kriens-Luzern       |
| Stand: 20. August 2025 |                |                        |

| Abgänge                  | Abgänge                  | Abgänge                  |
| Nation                   | Name                     | aufnehmender Verein      |
| Stand: 17. Dezember 2024 | Stand: 17. Dezember 2024 | Stand: 17. Dezember 2024 |
| ------------------------ | ------------------------ | ------------------------ |

## Bekannte ehemalige Spieler
- Michael Allendorf
- Dalibor Anušić
- Mikael Appelgren
- Sándor Balogh
- Harald Beilschmied
- Jeffrey Boomhouwer
- Gediminas Bucys
- Predrag Dačević
- Zoran Đorđić
- Luděk Drobek
- Patrik Fahlgren
- Vitali Feshchanka
- Alexander Fölker
- Kai Häfner
- Mike Hairston
- Petr Házl
- Silvio Heinevetter
- Marcus Hock
- Petr Hrubý
- Markus Hütt
- Franck Junillon
- Savas Karipidis
- Mario Kelentrić
- Andrej Klimovets
- Thomas Klitgaard
- Daniel Kubeš
- Julius Kühn
- Andrei Lawrow
- Finn Lemke
- Ivan Majstorović
- Anton Månsson
- Ivan Martinović
- Michael Müller
- Radek Musil
- Alexander Petersson
- Tobias Reichmann
- Momir Rnic
- Per Sandström
- Grigorios Sanikis
- Jens Schöngarth
- Johannes Sellin
- Goran Sprem
- Vadica Stojanovic
- Milan Torbica
- Daniel Valo
- Alexandros Vasilakis
- Nenad Vuckovic
- Erik Wudtke

## Entwicklung der Zuschauerzahlen
| Saison   | Zuschauerschnitt | Entwicklung |
| -------- | ---------------- | ----------- |
| 2012/13  | 2.840            | -           |
| 2013/14  | 3.215            | + 13,2 %    |
| 2014/15  | 3.039            | - 5,5 %     |
| 2015/16  | 3.855            | + 26,9 %    |
| 2016/17  | 3.869            | + 0,4 %     |
| 2017/18  | 4.168            | + 7,7 %     |
| 2018/19  | 3.980            | - 4,5 %     |
| 2019/20  | 4.056            | + 1,9 %     |
| 2020/21* | 0136             | - 96,6 %    |
| 2021/22* | 2.519            | + 1.752,2 % |
| 2022/23  | 3.508            | + 39,3 %    |
| 2023/24  | 3.966            | + 13,1 %    |
| 2024/25  | 3.705            | - 6,6 %     |

*In der Saison 2020/21 fanden die meisten Spiele aufgrund der COVID-19-Pandemie ohne Zuschauer statt. In der Saison 2021/22 waren die Zuschauerzahlen meist noch eingeschränkt.

## Jugend
Ab der C-Jugend treten die Jugendmannschaften als mJSG Melsungen/Körle/Guxhagen auf, eine Kooperation aus den Vereinen MT Melsungen, TSV Körle und TuSpo Guxhagen. Die A-Jugend Mannschaft spielt in der A-Jugend Handball-Bundesliga. Hauptamtlicher Jugendkoordinator ist Axel Renner.
Die B-Jugend spielte in der Saison 2024/25 ebenfalls in der Jugend-Bundesliga und wurde Pokalsieger, wodurch sie sich erneut für die Jugend-Bundesliga qualifizierte.
Die zweite Mannschaft des Vereins spielt als MT Melsungen II in der 3. Liga.
Seit 2005 gibt es eine Jugend-Kooperation mit der Damen-Handball-Abteilung der SG09 Kirchhof: alle Mädchen spielen in Kirchhof und alle Jungen in Melsungen.

## Maskottchen
Das Maskottchen der MT Bundesligahandballer, ein Drache, heißt „Henner“. Sein Geburtstag ist der 11. November 2009. Der Name „Henner“ – die nordhessische Kurzform von Heinrich – kam durch Vorschläge der Fans zustande. Sie reichten seinerzeit Vorschläge ein, unter ihnen wurde der Name dann ausgelost. Das damalige Motto lautete: „Feuer und Flamme für die MT“, damit passte ein Drache als Maskottchen optimal. Henner unterstützt die Mannschaft bei jedem Heimspiel und repräsentiert das Bundesligateam bei Promotionevents sowie bei gesellschaftlichen und sozialen Veranstaltungen. Die Person in dem Drachenkostüm ist nur wenigen Personen, u. a. der Mannschaft und dem Vorstand, bekannt.

## Sponsoren
Der Verein weist folgende Sponsoren aus:
Die Konzerne E.ON, B. Braun Melsungen, Bitburger Braugruppe, Volkswagenwerk Kassel, 
der Fertighaushersteller Fingerhaus, der Etikettenhersteller Faubel & Co, der Hersteller von Dosiersystemen, Pumpen- und Wasserstofftechnik Sera, der Mineralwasserabfüller Rhönsprudel,  
die Dienstleister: Kassel Airport, Automobilgruppe Glinicke, Creditreform Kassel, Kreissparkasse Schwalm-Eder, der E-Commerce Softwareanbieter plentyMarkets, die Veranstaltungsdienstleister partyrent und realution-io, das Fitnessstudio blu-guxhagen. 